# Leichtathletik-Weltmeisterschaften 2011/Medaillenspiegel
Medaillenspiegel der Leichtathletik-Weltmeisterschaften 2011 in Daegu. Die Medaillen der 47 Entscheidungen gingen an 42 der 198 teilnehmenden Länder. Die Goldmedaillen verteilten sich auf 20 Länder, darunter Deutschland als einziges deutschsprachiges Land.
Die Platzierungen sind nach der Anzahl der gewonnenen Goldmedaillen sortiert, gefolgt von der Anzahl der Silber- und Bronzemedaillen (lexikographische Ordnung). Weisen zwei oder mehr Länder eine identische Medaillenbilanz auf, werden sie alphabetisch geordnet auf dem gleichen Rang geführt.
| Medaillenspiegel Endstand | Medaillenspiegel Endstand | Medaillenspiegel Endstand | Medaillenspiegel Endstand | Medaillenspiegel Endstand | Medaillenspiegel Endstand |
| Platz                     | Land                      | Gold                      | Silber                    | Bronze                    | Gesamt                    |
| ------------------------- | ------------------------- | ------------------------- | ------------------------- | ------------------------- | ------------------------- |
| 1                         | USA                       | 12                        | 9                         | 7                         | 28                        |
| 2                         | Kenia                     | 7                         | 8                         | 3                         | 18                        |
| 3                         | Jamaika                   | 4                         | 4                         | 1                         | 9                         |
| 4                         | Deutschland               | 3                         | 4                         | 1                         | 8                         |
| 5                         | Großbritannien            | 3                         | 3                         | 2                         | 8                         |
| 6                         | Russland                  | 3                         | 1                         | 3                         | 7                         |
| 7                         | Volksrepublik China       | 2                         | 2                         | 4                         | 8                         |
| 8                         | Südafrika                 | 1                         | 2                         | 1                         | 4                         |
| 9                         | Australien                | 1                         | 2                         | –                         | 3                         |
| 10                        | Äthiopien                 | 1                         | –                         | 4                         | 5                         |
| 11                        | Ukraine                   | 1                         | –                         | 1                         | 2                         |
| 11                        | Polen                     | 1                         | –                         | 1                         | 2                         |
| 11                        | Kolumbien                 | 1                         | –                         | 1                         | 2                         |
| 14                        | Botswana                  | 1                         | –                         | –                         | 1                         |
| 14                        | Brasilien                 | 1                         | –                         | –                         | 1                         |
| 14                        | Grenada                   | 1                         | –                         | –                         | 1                         |
| 14                        | Japan                     | 1                         | –                         | –                         | 1                         |
| 14                        | Neuseeland                | 1                         | –                         | –                         | 1                         |
| 14                        | Tschechien                | 1                         | –                         | –                         | 1                         |
| 14                        | Tunesien                  | 1                         | –                         | –                         | 1                         |
| 21                        | Frankreich                | –                         | 1                         | 3                         | 4                         |
| 21                        | Kuba                      | –                         | 1                         | 3                         | 4                         |
| 23                        | Italien                   | –                         | 1                         | 1                         | 2                         |
| 24                        | Estland                   | –                         | 1                         | –                         | 1                         |
| 24                        | Kanada                    | –                         | 1                         | –                         | 1                         |
| 24                        | Kasachstan                | –                         | 1                         | –                         | 1                         |
| 24                        | Kroatien                  | –                         | 1                         | –                         | 1                         |
| 24                        | Lettland                  | –                         | 1                         | –                         | 1                         |
| 24                        | Norwegen                  | –                         | 1                         | –                         | 1                         |
| 24                        | Puerto Rico               | –                         | 1                         | –                         | 1                         |
| 24                        | Sudan                     | –                         | 1                         | –                         | 1                         |
| 24                        | Ungarn                    | –                         | 1                         | –                         | 1                         |
| 33                        | St. Kitts und Nevis       | –                         | –                         | 2                         | 2                         |
| 34                        | Bahamas                   | –                         | –                         | 1                         | 1                         |
| 34                        | Belgien                   | –                         | –                         | 1                         | 1                         |
| 34                        | Iran                      | –                         | –                         | 1                         | 1                         |
| 34                        | Simbabwe                  | –                         | –                         | 1                         | 1                         |
| 34                        | Slowenien                 | –                         | –                         | 1                         | 1                         |
| 34                        | Spanien                   | –                         | –                         | 1                         | 1                         |
| 34                        | Südkorea                  | –                         | –                         | 1                         | 1                         |
| 34                        | Trinidad und Tobago       | –                         | –                         | 1                         | 1                         |
| 34                        | Belarus                   | –                         | –                         | 1                         | 1                         |